# Quinto Aceu Rufo
Quinto Aceu Rufo (em latim: Quintus Accaeus Rufus) foi um senador romano nomeado cônsul sufecto para o nundínio de maio a junho de 90 com Caio Caristânio Frontão.